# Prisca Chesang
Prisca Chesang (7 de agosto de 2003) es una deportista de Uganda que compite en atletismo. Ganó una medalla de bronce en el Campeonato Mundial de Atletismo Sub-20 de 2021, en la prueba de 5000 m.